# محوطه مازواولیاء
محوطه مازواولیاء مربوط به دوره اشکانیان - دوره ساسانیان است و در شهرستان رضوانشهر، بخش مرکزی، روستای سیاه بیل واقع شده و این اثر در تاریخ ۲۲ مرداد ۱۳۸۴ با شمارهٔ ثبت ۱۳۲۱۴ به‌عنوان یکی از آثار ملی ایران به ثبت رسیده‌است.